# Marjorie Cox Crawford
Pour les articles homonymes, voir Cox et Crawford.
Marjorie Cox, née en 1903 et morte en 1983, est une joueuse de tennis australienne de l'entre-deux-guerres. Elle est aussi connue sous son nom de femme mariée, Marjorie Cox-Crawford.
Après avoir perdu la finale du simple en 1931, elle a remporté les Internationaux d'Australie en double dames l'année suivante, associée à Coral Buttsworth.
Avec son mari, Jack, elle s'est aussi imposée trois fois de suite en double mixte (1931-1933)

## Palmarès (partiel)

### Finale en simple dames
| No | Date       | Nom et lieu du tournoi           | Catégorie | Surface      | Vainqueure       | Score         |          |
| -- | ---------- | -------------------------------- | --------- | ------------ | ---------------- | ------------- | -------- |
| 1  | 27/02/1931 | Australian Championships, Sydney | G. Chelem | Gazon (ext.) | Coral Buttsworth | 1-6, 6-3, 6-4 | Parcours |

### Titre en double dames
| No | Date       | Nom et lieu du tournoi            | Catégorie | Surface      | Partenaire       | Finalistes                           | Score    |          |
| -- | ---------- | --------------------------------- | --------- | ------------ | ---------------- | ------------------------------------ | -------- | -------- |
| 1  | 08/02/1932 | Australian Championships Adélaïde | G. Chelem | Gazon (ext.) | Coral Buttsworth | Kathleen Le Messurier Dorothy Weston | 6-2, 6-2 | Parcours |

### Finales en double dames
| No | Date       | Nom et lieu du tournoi              | Catégorie | Surface      | Vainqueures                              | Partenaire          | Score         |          |
| -- | ---------- | ----------------------------------- | --------- | ------------ | ---------------------------------------- | ------------------- | ------------- | -------- |
| 1  | 24/01/1926 | Australasian Championships Adélaïde | G. Chelem | Gazon (ext.) | Esna Boyd Meryl O'Hara Wood              | Daphne Akhurst      | 6-3, 6-8, 8-6 | Parcours |
| 2  | 18/01/1930 | Australian Championships Melbourne  | G. Chelem | Gazon (ext.) | Emily Hood Westacott Margaret Molesworth | Sylvia Lance Harper | 6-3, 0-6, 7-5 | Parcours |

### Titres en double mixte
| No | Date       | Nom et lieu du tournoi             | Catégorie | Surface      | Partenaire    | Finalistes                          | Score           |          |
| -- | ---------- | ---------------------------------- | --------- | ------------ | ------------- | ----------------------------------- | --------------- | -------- |
| 1  | 27/02/1931 | Australian Championships Sydney    | G. Chelem | Gazon (ext.) | Jack Crawford | Emily Hood Westacott Aubrey Willard | 7-5, 6-4        | Parcours |
| 2  | 08/02/1932 | Australian Championships Adélaïde  | G. Chelem | Gazon (ext.) | Jack Crawford | Meryl O'Hara Wood Jirō Sato         | 6-8, 8-6, 6-3   | Parcours |
| 3  | 21/01/1933 | Australian Championships Melbourne | G. Chelem | Gazon (ext.) | Jack Crawford | Marjorie Gladman Ellsworth Vines    | 3-6, 7-5, 13-11 | Parcours |

### Finales en double mixte
| No | Date       | Nom et lieu du tournoi             | Catégorie | Surface      | Vainqueures                   | Partenaire    | Score          |          |
| -- | ---------- | ---------------------------------- | --------- | ------------ | ----------------------------- | ------------- | -------------- | -------- |
| 1  | 19/01/1929 | Australian Championships Adélaïde  | G. Chelem | Gazon (ext.) | Daphne Akhurst Edgar Moon     | Jack Crawford | 6-0, 7-5       | Parcours |
| 2  | 18/01/1930 | Australian Championships Melbourne | G. Chelem | Gazon (ext.) | Nell Hall Hopman Harry Hopman | Jack Crawford | 11-9, 3-6, 6-3 | Parcours |

## Parcours en Grand Chelem (partiel)
Si l’expression « Grand Chelem » désigne classiquement les quatre tournois les plus importants de l’histoire du tennis, elle n'est utilisée pour la première fois qu'en 1933, et n'acquiert la plénitude de son sens que peu à peu à partir des années 1950.

### En simple dames
| Année | Championnat d'Australasie Championnat d'Australie | Championnat d'Australasie Championnat d'Australie | Internationaux de France | Internationaux de France | Wimbledon       | Wimbledon   | US National | US National |
| ----- | ------------------------------------------------- | ------------------------------------------------- | ------------------------ | ------------------------ | --------------- | ----------- | ----------- | ----------- |
| 1925  | 1/4 de finale                                     | Esna Boyd                                         | -                        | -                        | -               | -           | -           | -           |
| 1926  | 1/2 finale                                        | Daphne Akhurst                                    | -                        | -                        | -               | -           | -           | -           |
| 1927  | 1/4 de finale                                     | Sylvia Lance                                      | -                        | -                        | -               | -           | -           | -           |
| 1928  | 2e tour (1/8)                                     | Esna Boyd                                         | -                        | -                        | -               | -           | -           | -           |
| 1929  | 1/2 finale                                        | Louise Bickerton                                  | -                        | -                        | -               | -           | -           | -           |
| 1930  | 1/4 de finale                                     | Emily Hood                                        | -                        | -                        | -               | -           | -           | -           |
| 1931  | Finale                                            | Coral Buttsworth                                  | -                        | -                        | -               | -           | -           | -           |
| 1932  | 1/4 de finale                                     | K. Le Mesurier                                    | -                        | -                        | 1er tour (1/64) | Joan Austin | -           | -           |
| 1933  | 2e tour (1/8)                                     | G. Bond                                           | 2e tour (1/16)           | Wolfrom                  | -               | -           | -           | -           |

À droite du résultat, l’ultime adversaire.

### En double dames
| Année | Championnat d'Australasie Championnat d'Australie | Championnat d'Australasie Championnat d'Australie | Internationaux de France | Internationaux de France | Wimbledon | Wimbledon | US National | US National |
| ----- | ------------------------------------------------- | ------------------------------------------------- | ------------------------ | ------------------------ | --------- | --------- | ----------- | ----------- |
| 1925  | 1/2 finale Floris St.                             | D. Akhurst Sylvia Lance                           | -                        | -                        | -         | -         | -           | -           |
| 1926  | Finale D. Akhurst                                 | Esna Boyd Meryl O'Hara                            | -                        | -                        | -         | -         | -           | -           |
| 1927  | 1/2 finale Floris St.                             | L. Bickerton Meryl O'Hara                         | -                        | -                        | -         | -         | -           | -           |
| 1928  | 1/2 finale Sylvia Lance                           | D. Akhurst Esna Boyd                              | -                        | -                        | -         | -         | -           | -           |
| 1930  | Finale Sylvia Lance                               | Emily Hood M. Molesworth                          | -                        | -                        | -         | -         | -           | -           |
| 1931  | 1/2 finale Sylvia Lance                           | Nell Lloyd Lorna Utz                              | -                        | -                        | -         | -         | -           | -           |
| 1932  | Victoire C. Buttsworth                            | K. Le Mesurier D. Weston                          | -                        | -                        | -         | -         | -           | -           |
| 1933  | 1/4 de finale C. Buttsworth                       | Joan Hartigan M. Gladman                          | -                        | -                        | -         | -         | -           | -           |
| 1934  | 1er tour (1/8) Floris St.                         | D. Bellamy Sylvia Lance                           | -                        | -                        | -         | -         | -           | -           |

Sous le résultat, la partenaire ; à droite, l’ultime équipe adverse.

### En double mixte
| Année | Championnat d'Australasie Championnat d'Australie | Championnat d'Australasie Championnat d'Australie | Internationaux de France | Internationaux de France | Wimbledon | Wimbledon | US National | US National |
| ----- | ------------------------------------------------- | ------------------------------------------------- | ------------------------ | ------------------------ | --------- | --------- | ----------- | ----------- |
| 1925  | 1/4 de finale R. Wertheim                         | Sylvia Lance Schlesinger                          | -                        | -                        | -         | -         | -           | -           |
| 1926  | 1/4 de finale R. Wertheim                         | D. Akhurst Jim Willard                            | -                        | -                        | -         | -         | -           | -           |
| 1927  | 1/2 finale Jack Crawford                          | Y. Anthony Jim Willard                            | -                        | -                        | -         | -         | -           | -           |
| 1929  | Finale Jack Crawford                              | D. Akhurst Edgar Moon                             | -                        | -                        | -         | -         | -           | -           |
| 1930  | Finale Jack Crawford                              | Nell Hall Harry Hopman                            | -                        | -                        | -         | -         | -           | -           |
| 1931  | Victoire Jack Crawford                            | Emily Hood A. Willard                             | -                        | -                        | -         | -         | -           | -           |
| 1932  | Victoire Jack Crawford                            | Meryl O'Hara Jirō Sato                            | -                        | -                        | -         | -         | -           | -           |
| 1933  | Victoire Jack Crawford                            | M. Gladman E. Vines                               | -                        | -                        | -         | -         | -           | -           |

Sous le résultat, le partenaire ; à droite, l’ultime équipe adverse.